# Paectes areusoides
Paectes areusoides là một loài bướm đêm trong họ Noctuidae.